# Романовський Володимир Вацлавович
Володимир Вацлавович Романовський (нар. 21 липня 1957, Слонім, Гродненська область, Білоруська РСР, СРСР — 13 травня 2013) — білоруський веслувальник на байдарках, який виступав за збірну СРСР, олімпійський чемпіон та срібний призер Олімпійських ігор 1976 року, дворазовий чемпіон світу.

## Біографія
Володимир Романовський народився 21 липня 1957 року в місті Слонім (БРСР). Виступав спортсмен за місцевий клуб «Динамо».
Будучи у складі молодіжної збірної СРСР, спортсмен був взятий на тренувальний збір олімпійської збірної СРСР, перед Олімпійськими іграми 1976 року. На цьому зборі було створено екіпаж із українським спортсменом Сергієм Нагорним. Новостворений екіпаж зумів перемогти у чинних чемпіонів світу, білоруського екіпажу Віктор Воробйов/Микола Астапкович. Тренерська рада збірної СРСР продовжувала наполягати на тому, щоб на Олімпійські ігри в Монреаль поїхали визнані фаворити, однак після ще одних заїздів, на яких знову перемогли Романовський та Нагорний, тренерський штав включив їх у заявку на турнір.
Олімпійські ігри 1976 року завершилися для спортсмена двома нагородами. Спершу на дистанції 500 метрів спортсмени у фіналі програли лише німецькомму дуету Йоахіма Маттерна та Бернда Ольбріхта, вигравши срібні нагороди. Однак на дистанції 1000 метрів, у конкурентній боротьбі, вони взяли реванш, та здобули титул олімпійських чемпіонів. На чемпіонаті світу 1977 року він виступав лише на дистанції 1000 метрів та виграв бронзову медаль. Згодом екіпаж Романовського та Нагорного почав програвати конкуренцію на рівні Радянського Союзу, через що спортсмен не попав у склад збірної на домашні Олімпійські ігри 1980 року. У 1981 року став чемпіоном світу у парі з Миколою Астапковичем на не олімпійській дистанції 10000 метрів, а вже через рік, на аналогічній дистанції, повторив своє досягнення у складі екіпажу-четвірки.

## Виступи на Олімпійських іграх
| Олімпіада     | Дисципліна                   | Місце |
| ------------- | ---------------------------- | ----- |
| Монреаль 1976 | байдарки-двійки, 500 метрів  | 2     |
| Монреаль 1976 | байдарки-двійки, 1000 метрів | 1     |